# Joan Tocabens
Joan Tocabens, né Jean Tocabens (en catalan Joan Tocabens i Rigat) le 17 mai 1940 au Perthus (Pyrénées-Orientales), est un auteur et parolier français.

## Biographie
Durant vingt ans, Joan Tocabens est parolier de chansons en catalan, notamment pour Jordi Barre.
Il entame une carrière littéraire à partir de 1983, écrivant des romans, des poèmes et du théâtre, d'abord en catalan puis également en français. Il écrit également des ouvrages ayant trait à la culture ou l'histoire des Pyrénées-Orientales.
Parallèlement, il est conseiller municipal de la ville du Perthus depuis 1965. Il démissionne en septembre 2015, alors qu'il est premier adjoint.

## Œuvre
Romans en catalan
- El gat fagi i altres històries de l'Albera. Perpignan: éditions Trabucaire, 1987
- El Castell de l'Esparver. Perpignan: éditions Trabucaire, 1988
- L'engranatge. Perpignan: éditions Trabucaire, 1989
- Records en Blau-Blanc. Perpignan: éditions Trabucaire, 1994
- Puig del Taure. Perpignan: éditions Trabucaire, 1998
- Esgarrapades i Pinyols a l'ombra de Bellaguarda. Perpignan: éditions Trabucaire, 2004
- La Capella Embruixada. Perpignan: éditions Trabucaire, 2010
- (ca) A cavall del temps, Canet-en-Roussillon, éditions Trabucaire, coll. « Novella », 2016, 173 p. (ISBN 978-2-84974-231-0, BNF 45022292)

Romans en français
- Orages sur Bellegarde, Mare Nostrum, 2011

Essais
- Herbes magiques et petites formules : Sorcellerie en Roussillon et autres Pays Catalans, Perpignan, Ultima Necat, 2012, 141 p. (ISBN 978-2-36771-002-0, BNF 43906857)
- Herbes sauvages et petites recettes : Plantes sauvages comestibles du Pays Catalan, Perpignan, Ultima Necat, 2016, 151 p. (ISBN 978-2-36771-008-2)

Chansons
- (ca) Joan Tocabens et Jordi Barre, Angelets de la terra, Perpinyà, Pergami, 1989, 95 p. (ISBN 2-9504057-0-3, BNF 35059272)

Contes
- Joan Tocabens (ill. Michèle Vert-Nibet), 13 contes et légendes du Pays Catalan, Perpignan, Ultima Necat, 2014, 98 p. (ISBN 978-2-36771-007-5)